# El Salvans Vell
El Salvans Vell és una masia del municipi de Sagàs (Berguedà) inclosa en l'Inventari del Patrimoni Arquitectònic de Catalunya. És una construcció civil, una masia de planta rectangular que uneix dos cossos ben diferenciats perpendiculars en eixos. El cos que s'obre a migdia té una gran eixida amb un pis d'arcs de mig punt i està coberta a tres vessants, amb el carener paral·lel a la façana de migdia. El cos perpendicular, també amb un esquema clàssic, és cobert a doble vessant i amb el carener perpendicular a la façana de migdia.
Al fogatge de 1553 de "Sagàs, Merlès, Valleriola, Biure i de la Portella" s'esmenta a "En Salvans". La casa passà al s. XVIII a la propietat de la masia de Vilardaga, veïna a la gran casa. Aleshores la casa pertanyia a Josep Salvans i Costa, que la vengué a Esteve Vilardaga pel preu de 6.924 lliures, després de diversos censals establerts i entregues avançades. La casa restà com a masoveria fins a mitjans de s. XX, en què fou construïda una nova casa pels masovers.